# Peridiococcus ethelae
Peridiococcus ethelae är en insektsart som först beskrevs av Fuller 1897.  Peridiococcus ethelae ingår i släktet Peridiococcus och familjen ullsköldlöss. Inga underarter finns listade i Catalogue of Life.